# Ildefonso Falcones
 (juillet 2025).
Si vous disposez d'ouvrages ou d'articles de référence ou si vous connaissez des sites web de qualité traitant du thème abordé ici, merci de compléter l'article en donnant les références utiles à sa vérifiabilité et en les liant à la section « Notes et références ».
Œuvres principales
- La Cathédrale de la mer (2006)
- La Main de Fatima (2009)
- Les Révoltés de Cordoue (2013)
- Les Héritiers de la terre(2016)

ldefonso Falcones de Sierra (né en 1959) est un avocat spécialisé en droit civil, résidant à Barcelone.
Son ouvrage La Cathédrale de la mer est devenu un succès de librairie.
Deux de ses livres (La Cathédrale de la mer et Les Héritiers de la terre) ont été adaptés sous forme de séries, et disponibles sur Netflix.

## Distinctions
En 2010, le conseil municipal de Juviles, dans la province de Grenade, a accepté de nommer une nouvelle rue de la ville Ildefonso Falcones, compte tenu de la popularité apportée à la municipalité par le roman La Main de Fatima.

## Ouvrages
- La Cathédrale de la mer (2006)
- Les Révoltés de Cordoue (2013)
- Los Herederos de la tierra (2016)
- La Reine aux pieds nus (2019)
- "El pintor de almas" (2020)
- "Esclave de la liberté" (2022)
- "En el amor y en la guerra" (2025)